# Équeurdreville-Hainneville
Équeurdreville-Hainneville foi uma comuna francesa na região administrativa da Normandia, no departamento Mancha. Estendia-se por uma área de 12,83 km². Em 2010 a comuna tinha 17 339 habitantes (densidade: 1 351,4 hab./km²)..
Em 1 de janeiro de 2016, passou a formar parte da nova comuna de Cherbourg-en-Cotentin.